# Mexikanische Formel-4-Meisterschaft 2022
Die mexikanische Formel-4-Meisterschaft 2022 (offiziell Fórmula 4 NACAM Championship 2022) war die sechste Saison der mexikanischen Formel-4-Meisterschaft. Es gab 17 Rennen, die Meisterschaft fand in Mexiko statt. Die Saison begann am 26. März in Santiago de Querétaro und endete offiziell am 30. Oktober in Mexiko-Stadt; inoffiziell wurde die Meisterschaft am 10. Dezember in Mexiko-Stadt beendet.

## Teams und Fahrer
Alle Teams und Fahrer verwendeten das Chassis Mygale M14-F4. Als Motor kam der Ford 1,6-Liter-EcoBoost zum Einsatz. Die Reifen stammten von Pirelli.
| Team                 | Auto # | Fahrer                | Rennwochenende | Quelle |
| -------------------- | ------ | --------------------- | -------------- | ------ |
| Ram Racing           | 02     | Arturo Flores         | 5–6            | [ 1 ]  |
| Ram Racing           | 08     | Eduardo Alquicira     | 1              | [ 2 ]  |
| Ram Racing           | 12     | Luis Carlos Pérez     | Alle           | [ 3 ]  |
| Ram Racing           | 16     | Alejandro Berumen     | 5              | [ 1 ]  |
| Ram Racing           | 33     | Lucas Medina          | 6              | [ 4 ]  |
| Ram Racing           | 36     | Pedro Juan Moreno     | —              | [ 5 ]  |
| Ram Racing           | 55     | Juan Felipe Pedraza   | Alle           | [ 3 ]  |
| SP Driver Academy    | 02     | Arturo Flores         | 4–5            | [ 6 ]  |
| SP Driver Academy    | 21     | Jesse Carrasquedo Jr. | 4              | [ 6 ]  |
| RRK Motorsports      | 03     | Emil Abed             | 1              | [ 2 ]  |
| RRK Motorsports      | 07     | Manuel Roza           | Alle           | [ 2 ]  |
| Richards Motorsports | 04     | Diego de la Torre     | 4–6            | [ 6 ]  |
| Richards Motorsports | 14     | Dewey Richards        | 6              | [ 4 ]  |
| Morelia F4 RT        | 05     | Julián Díaz           | 5–6            | [ 1 ]  |
| Morelia F4 RT        | 09     | Daniel Forcadell      | 5              | [ 1 ]  |
| Morelia F4 RT        | 10     | Juan Contreras        | 5–6            | [ 4 ]  |
| Easy-Shop.com Racing | 09     | Daniel Forcadell      | 1, 3–4         | [ 3 ]  |
| RE Motorsport        | 11     | Esteban Rodríguez     | 2–6            | [ 7 ]  |
| RE Motorsport        | 24     | Joe Sandoval          | 1              | [ 2 ]  |
| RE Motorsport        | 88     | Cristian Cantú        | 1, 3, 5–6      | [ 3 ]  |
| Santinel Racing Team | 13     | Oscar Alquicira       | 2–3            | [ 7 ]  |
| Santinel Racing Team | 13     | Marco Alquicira       | 3–6            | [ 8 ]  |
| Santinel Racing Team | 44     | Eduardo Alquicira     | 2–4, 6         | [ 2 ]  |
| ProRally Mothers     | 19     | Rodrigo Rejón         | 1–2, 4–5       | [ 3 ]  |
| ProRally Mothers     | 19     | Gerardo Rejón Jr.     | 3              | [ 8 ]  |
| ProRally Mothers     | 99     | Julio Rejón           | 1–2, 4–5       | [ 3 ]  |
| ProRally Mothers     | 99     | Gerardo Rejón Sr.     | 3              | [ 8 ]  |

Anmerkungen
1. 1 2  
Arturo Flores nahm am fünften Rennwochenende mit zwei verschiedenen Teams teil: Das erste Rennen führte er mit SP Driver Academy durch, die Rennen zwei und drei mit Ram Racing
2. 1 2 3  
Diese Fahrer nahmen am nicht zur Meisterschaft zählenden, letzten Rennwochenende in Mexiko-Stadt teil

## Rennkalender
Das Saisonfinale fand im Rahmenprogramm des Großen Preises von Mexiko der Formel-1-Weltmeisterschaft statt. Nach diesem Rennwochenende wurde kurzfristig ein weiters, nicht zur Meisterschaft zählendes Rennwochenende in Mexiko-Stadt hinzugefügt.
| Nr. | Datum         | Rennstrecke                                    | Sieger                | Zweiter               | Dritter           | Pole-Position       | Schnellste Rennrunde  |
| --- | ------------- | ---------------------------------------------- | --------------------- | --------------------- | ----------------- | ------------------- | --------------------- |
| 01. | 26. März      | Autódromo de Quéretaro (Santiago de Querétaro) | Julio Rejón           | Manuel Roza           | Luis Carlos Pérez | Manuel Roza         | Manuel Roza           |
| 02. | 26. März      | Autódromo de Quéretaro (Santiago de Querétaro) | Juan Felipe Pedraza   | Rodrigo Rejón         | Julio Rejón       |                     | Julio Rejón           |
| 03. | 26. März      | Autódromo de Quéretaro (Santiago de Querétaro) | Manuel Roza           | Julio Rejón           | Rodrigo Rejón     | Manuel Roza         | Manuel Roza           |
| 04. | 21. May       | Autódromo Hermanos Rodríguez (Mexiko-Stadt 1)  | Julio Rejón           | Luis Carlos Pérez     | Rodrigo Rejón     | Julio Rejón         | Julio Rejón           |
| 05. | 22. May       | Autódromo Hermanos Rodríguez (Mexiko-Stadt 1)  | Julio Rejón           | Juan Felipe Pedraza   | Manuel Roza       |                     | Julio Rejón           |
| 06. | 22. May       | Autódromo Hermanos Rodríguez (Mexiko-Stadt 1)  | Juan Felipe Pedraza   | Julio Rejón           | Manuel Roza       | Julio Rejón         | Juan Felipe Pedraza   |
| 07. | 26. Juni      | Autódromo Miguel E. Abed (Amozoc)              | Juan Felipe Pedraza   | Daniel Forcadell      | Manuel Roza       | Juan Felipe Pedraza | Juan Felipe Pedraza   |
| 08. | 26. Juni      | Autódromo Miguel E. Abed (Amozoc)              | Juan Felipe Pedraza   | Daniel Forcadell      | Manuel Roza       |                     | Cristian Cantú        |
| 09. | 26. Juni      | Autódromo Miguel E. Abed (Amozoc)              | Juan Felipe Pedraza   | Daniel Forcadell      | Manuel Roza       | Cristian Cantú      | Juan Felipe Pedraza   |
| 10. | 19. August    | Autódromo Hermanos Rodríguez (Mexiko-Stadt 2)  | Jesse Carrasquedo Jr. | Juan Felipe Pedraza   | Rodrigo Rejón     | Juan Felipe Pedraza | Jesse Carrasquedo Jr. |
| 11. | 19. August    | Autódromo Hermanos Rodríguez (Mexiko-Stadt 2)  | Arturo Flores         | Jesse Carrasquedo Jr. | Rodrigo Rejón     |                     | Jesse Carrasquedo Jr. |
| 12. | 20. August    | Autódromo Hermanos Rodríguez (Mexiko-Stadt 2)  | Jesse Carrasquedo Jr. | Arturo Flores         | Diego de la Torre | Juan Felipe Pedraza | Jesse Carrasquedo Jr. |
| 13. | 02. September | Autódromo Hermanos Rodríguez (Mexiko-Stadt 3)  | Juan Felipe Pedraza   | Diego de la Torre     | Julio Rejón       | Juan Felipe Pedraza | Juan Felipe Pedraza   |
| 14. | 03. September | Autódromo Hermanos Rodríguez (Mexiko-Stadt 3)  | Rodrigo Rejón         | Juan Felipe Pedraza   | Julio Rejón       |                     | Juan Felipe Pedraza   |
| 15. | 03. September | Autódromo Hermanos Rodríguez (Mexiko-Stadt 3)  | Juan Felipe Pedraza   | Rodrigo Rejón         | Luis Carlos Pérez | Juan Felipe Pedraza | Juan Felipe Pedraza   |
| 16. | 29. Oktober   | Autódromo Hermanos Rodríguez (Mexiko-Stadt 4)  | Juan Felipe Pedraza   | Manuel Roza           | Arturo Flores     | Lucas Medina        | Lucas Medina          |
| 17. | 30. Oktober   | Autódromo Hermanos Rodríguez (Mexiko-Stadt 4)  | Manuel Roza           | Juan Felipe Pedraza   | Cristian Cantú    |                     | Manuel Roza           |
| NC  | 10. Dezember  | Autódromo Hermanos Rodríguez (Mexiko-Stadt)    | Pedro Juan Moreno     | Diego de la Torre     |                   | Pedro Juan Moreno   | Diego de la Torre     |
| NC  | 10. Dezember  | Autódromo Hermanos Rodríguez (Mexiko-Stadt)    | Pedro Juan Moreno     | Diego de la Torre     |                   | Pedro Juan Moreno   | Diego de la Torre     |
| NC  | 10. Dezember  | Autódromo Hermanos Rodríguez (Mexiko-Stadt)    | Pedro Juan Moreno     | Diego de la Torre     |                   |                     | Diego de la Torre     |

## Wertungen

### Punktesystem
Bei jedem Rennen bekamen nur die ersten zehn des Rennens 25, 18, 15, 12, 10, 8, 6, 4, 2 bzw. 1 Punkt(e). Es gab keine Punkte für die Pole-Position und die schnellste Rennrunde. In der Fahrerwertung wurden nur das letzte Rennwochenende sowie die summierten Ergebnisse der besten vier der ersten fünf Rennwochenenden gewertet (Streichergebnis).
Gaststarter wurden in der Fahrerwertung nicht berücksichtigt.
| Punkteverteilung | Punkteverteilung | Punkteverteilung | Punkteverteilung | Punkteverteilung | Punkteverteilung | Punkteverteilung | Punkteverteilung | Punkteverteilung | Punkteverteilung | Punkteverteilung | Punkteverteilung | Punkteverteilung |
| ---------------- | ---------------- | ---------------- | ---------------- | ---------------- | ---------------- | ---------------- | ---------------- | ---------------- | ---------------- | ---------------- | ---------------- | ---------------- |
| Platz            | 1                | 2                | 3                | 4                | 5                | 6                | 7                | 8                | 9                | 10               | PP               | SR               |
| Punkte           | 25               | 18               | 15               | 12               | 10               | 8                | 6                | 4                | 2                | 1                | –                | –                |

### Fahrerwertung
| Pos.                                                                 | Fahrer             | QUÉ | QUÉ | QUÉ | AH1 | AH1 | AH1 | PUE | PUE | PUE | AH2 | AH2 | AH2 | AH3 | AH3 | AH3 | AH4 | AH4 |     | AHR | AHR | AHR    | Punkte |
| Pos.                                                                 | Fahrer             | R1  | R2  | R3  | R1  | R2  | R3  | R1  | R2  | R3  | R1  | R2  | R3  | R1  | R2  | R3  | R1  | R2  | R1  | R2  | R3  |        | Punkte |
| -------------------------------------------------------------------- | ------------------ | --- | --- | --- | --- | --- | --- | --- | --- | --- | --- | --- | --- | --- | --- | --- | --- | --- | --- | --- | --- | ------ | ------ |
| 01                                                                   | J. Pedraza         | 4   | 1   | 6   | DNF | 2   | 1   | 1   | 1   | 1   | (2) | (4) | (6) | 1   | 2   | 1   | 1   | 2   |     |     |     | 274    |        |
| 02                                                                   | J. Rejón           | 1   | 3   | 2   | 1   | 1   | 2   |     |     |     | 5   | 5   | 7   | 3   | 3   | 6   |     |     |     |     |     | 190    |        |
| 03                                                                   | M. Roza            | 2   | DNF | 1   | DNF | 3   | 3   | 3   | 3   | 3   | 6   | 6   | 5   | DNF | (8) | DNS | 2   | 1   |     |     |     | 187    |        |
| 04                                                                   | L. Pérez           | 3   | 5   | 5   | 2   | 4   | 4   | 4   | 5   | 4   | (8) | (8) | (8) | 10* | 7   | 3   | DNF | 6   |     |     |     | 141    |        |
| 05                                                                   | R. Rejón           | NC  | 2   | 3   | 3   | DNF | DNF |     |     |     | 3   | 3   | 4   | 8   | 1   | 2   |     |     |     |     |     | 137    |        |
| 06                                                                   | C. Cantú           | 6   | 6   | 7   |     |     |     | DNF | 4   | DNF |     |     |     | 7   | 6   | 7   | 4   | 3   |     |     |     | 81     |        |
| 07                                                                   | D. Forcadell       | 7   | DNS | 8   |     |     |     | 2   | 2   | 2   | 7   | 7   | 10* | 9   | DNS | DNS |     |     |     |     |     | 79     |        |
| 08                                                                   | A. Flores          |     |     |     |     |     |     |     |     |     | 4   | 1   | 2   | 11  | DNF | WD  | 3   | NC  |     |     |     | 70     |        |
| 09                                                                   | J. Carrasquedo Jr. |     |     |     |     |     |     |     |     |     | 1   | 2   | 1   |     |     |     |     |     |     |     |     | 68     |        |
| 10                                                                   | D. de la Torre     |     |     |     |     |     |     |     |     |     | DNF | 12  | 3   | 2   | DNS | 4   | 7   | 4   | 2   | 2   | 2   | 63     |        |
| 11                                                                   | E. Alquicira       | DNP | 7*  | DNS | 4   | 6   | DNF | 6   | 7   | 5   | 10  | 11  | DNF |     |     |     | 8   | DNF |     |     |     | 55     |        |
| 12                                                                   | M. Alquicira       |     |     |     |     |     |     | 5   | 6   | DNS | 9   | 9   | DNF | 5   | 4   | 8   | DNF | 9   |     |     |     | 50     |        |
| 13                                                                   | E. Rodríguez       |     |     |     | DNF | 5   | 5   | WD  | WD  | WD  | 11  | 10  | 9   | 6   | 10* | DNF | 6   | 5   |     |     |     | 50     |        |
| 14                                                                   | A. Berumen         |     |     |     |     |     |     |     |     |     |     |     |     | 4   | 5   | 5   |     |     |     |     |     | 32     |        |
| 15                                                                   | E. Abed            | DNF | 4   | 4   |     |     |     |     |     |     |     |     |     |     |     |     |     |     |     |     |     | 24     |        |
| 16                                                                   | J. Sandoval        | 5   | DNS | DNF |     |     |     |     |     |     |     |     |     |     |     |     |     |     |     |     |     | 10     |        |
| 17                                                                   | L. Medina          |     |     |     |     |     |     |     |     |     |     |     |     |     |     |     | 5   | DNF |     |     |     | 10     |        |
| 18                                                                   | J. Díaz            |     |     |     |     |     |     |     |     |     |     |     |     | 12  | 9   | 9   | 9   | 8   |     |     |     | 10     |        |
| 19                                                                   | O. Alquicira       |     |     |     | DNP | 7   | DNF | WD  | WD  | WD  |     |     |     |     |     |     |     |     |     |     |     | 6      |        |
| 20                                                                   | D. Richards        |     |     |     |     |     |     |     |     |     |     |     |     |     |     |     | DNF | 7   | DNF | DNF | DNF | 6      |        |
| 21                                                                   | J. Contreras       |     |     |     |     |     |     |     |     |     |     |     |     | DNS | 11* | DNS | 10  | 10  |     |     |     | 2      |        |
| —                                                                    | G. Rejón Jr.       |     |     |     |     |     |     | DNF | DNS | DNS |     |     |     |     |     |     |     |     |     |     |     | –      |        |
| Nur am nicht zur Meisterschaft zählenden Rennwochenende teilgenommen |                    |     |     |     |     |     |     |     |     |     |     |     |     |     |     |     |     |     |     |     |     |        |        |
|                                                                      | P. Moreno          |     |     |     |     |     |     |     |     |     |     |     |     |     |     |     |     |     |     | 1   | 1   | 1      | –      |
| Pos.                                                                 | Fahrer             | R1  | R2  | R3  | R1  | R2  | R3  | R1  | R2  | R3  | R1  | R2  | R3  | R1  | R2  | R3  | R1  | R2  | R1  | R2  | R3  | Punkte |        |
| Pos.                                                                 | Fahrer             | QUÉ | QUÉ | QUÉ | AH1 | AH1 | AH1 | PUE | PUE | PUE | AH2 | AH2 | AH2 | AH3 | AH3 | AH3 | AH4 | AH4 | AHR | AHR | AHR | Punkte |        |

| Legende       | Legende                        | Legende                                                              |
| Farbe         | Abkürzung                      | Bedeutung                                                            |
| ------------- | ------------------------------ | -------------------------------------------------------------------- |
| Gold          | –                              | Sieg                                                                 |
| Silber        | –                              | 2. Platz                                                             |
| Bronze        | –                              | 3. Platz                                                             |
| Grün          | –                              | 4. bis 10. Platz                                                     |
| Hellblau      | –                              | 10. Platz aufwärts (punktberechtigt)                                 |
| Blau          | –                              | Klassifiziert außerhalb der Punkteränge                              |
| Dunkelblau    | –                              | Klassifiziert innerhalb der Punkteränge aber keine Punktberechtigung |
| Violett       | DNF                            | Rennen nicht beendet (did not finish)                                |
| Violett       | NC                             | nicht klassifiziert (not classified)                                 |
| Rot           | DNQ                            | nicht qualifiziert (did not qualify)                                 |
| Rot           | DNPQ                           | in Vorqualifikation gescheitert (did not pre-qualify)                |
| Schwarz       | DSQ                            | disqualifiziert (disqualified)                                       |
| Weiß          | DNS                            | nicht am Start (did not start)                                       |
| Weiß          | WD                             | zurückgezogen (withdrawn)                                            |
| ohne          | PO                             | nur am Training teilgenommen (practiced only)                        |
| ohne          | DNP                            | nicht am Training teilgenommen (did not practice)                    |
| ohne          | INJ                            | verletzt oder krank (injured)                                        |
| ohne          | EX                             | ausgeschlossen (excluded)                                            |
| ohne          | DNA                            | nicht erschienen (did not arrive)                                    |
| ohne          | C                              | Rennen abgesagt (cancelled)                                          |
| ohne          | keine Teilnahme                |                                                                      |
| sonstige      | P/fett                         | Pole-Position                                                        |
| sonstige      | SR/kursiv                      | Schnellste Rennrunde                                                 |
| sonstige      | Q                              | Extrapunkte für Pole-Position                                        |
| sonstige      | X                              | Extrapunkte für gewonnene Positionen                                 |
| sonstige      | *                              | nicht im Ziel, aufgrund der zurückgelegten Distanz aber gewertet     |
| sonstige      | ()                             | Streichresultate                                                     |
| unterstrichen | Führender in der Gesamtwertung |                                                                      |